# Воронін Степан Микитович
Степа́н Мики́тович Воро́нін (нар. 1915 — пом. 1944) — радянський військовий часів Другої світової війни, командир артилерійської батареї 759-го стрілецького полку (163-тя стрілецька дивізія, 40-ва армія), капітан, Герой Радянського Союзу (1944).

## Життепис
Народився в 1915 році у с. Яблоновець Дмитрівського району Орловської області в селянській родині. Росіянин.
Закінчив 4 класи. Жив у с. Троїцьке Лопасненського району (нині Чеховський район) Московської області. Працював у сільській лікарні. До армії призваний Лопасненським районним військкоматом.
Закінчив курси молодших лейтенантів.

## Друга світова війна
В діючій армії з 22 червня 1941 року у Ленінгадському військовому окрузі.
До січня 1942 року брав участь у оборонних боях в районі Дем'янська. З 7 січня до 20 травня 1942 року брав участь у першій Дем'янській наступальній операції, за що отримав свою першу бойову нагороду — Орден Червоної Зірки. Після закінчення цієї операції в складі дивізії брав участь в боях під Дем'янськом до залишення міста ворожими військами в березні 1943 року.
З 3 по 30 серпня 1943 року брав участь у Белгородсько-Харківській наступальній операції. Його дивізія брала участь у прориві оборони супротивника в районі Руської Березівки (Бєлгородська область) та наступі в напрямку Грайворон — Охтирка. За відвагу у цих боях був нагороджений Орденом Вітчизняної війни 2-го ступеня та медаллю «За відвагу».
Брав участь у Чернігівсько-Полтавській, Житомирсько-Бердичівській та Умансько-Ботошанській наступальних операціях.
З початку жовтня 1943 року в складі 38-ї армії брав участь в форсуванні Дніпра та захопленні та утриманні плацдарму на острові Жуков.
В березні 1944 року першим під обстрілом ворога переправив батарею на правий берег річки Південний Буг в районі с. Ладижин, вогнем своєї батареї забезпечив переправу головних сил полку. Батарея брала участь у знищенні угрупування ворога в районі м. Тульчин. Під час бою 18 березня, коли зі строю вийшов весь розрахунок гармати, став на місце навідника та особисто відкрив вогонь по ворогу. В цьому бою загинув. За виявлений героїзм при визволенні Вінниччини нагороджений званням Герой Радянського Союзу (посмертно). Похований у с. Крищинці Тульчинського району.